# سيتا بوزولوي
سيتا بوزولوي هي قرية تقع في إقليم كوفاسنا في رومانيا.

## السكان
حسب إحصائيات 2002 بلغ عدد سكان القرية 4,814 نسمة.